# Rijsbergse Golfclub De Turfvaert
De Rijsbergse Golfclub De Turfvaert is een golfclub in Rijsbergen.

## Golfpark De Turfvaert
In Rijsbergen wordt niet over de golfbaan maar over het golfpark gesproken. Dit omschrijft het landschap met oude bomen. Het is een complex met een 18 holesgolfbaan, een golfschool en een paviljoen.

### De golfclub
De Rijsbergse Golfclub speelt op Golfpark De Turfvaert en maakt van het paviljoen gebruik als clubhuis. Leden van de golfclub kunnen een abonnement nemen van Golfpark Turfvaert en gratis de oefenfaciliteiten gebruiken.

### De golfschool
Een andere gebruiker van De Turfvaert is de golfschool. Head-pro is Edwin Derksen, sinds begin 2010 werkt ook Vincent Hoevenaars. Beide pro's hebben eerder op Golfclub Wouwse Plantage gewerkt.

### De baan
De baan werd in 2008 aangelegd door golfbaanarchitect Frank Pont en landschapsarchitect Ronald Buiting. Op drie holes komt water in het spel. Er is een 18 holesbaan en een lange drivingrange van 235 meter. De baan is geopend vanaf 20 mei 2010.
Scorekaart van de heren:
| Hole   | 1   | 2   | 3   | 4   | 5   | 6   | 7   | 8   | 9   | Out  | 10  | 11  | 12  | 13  | 14  | 15  | 16  | 17  | 18  | In   | Totaal |
| ------ | --- | --- | --- | --- | --- | --- | --- | --- | --- | ---- | --- | --- | --- | --- | --- | --- | --- | --- | --- | ---- | ------ |
| Meters | 482 | 152 | 378 | 139 | 468 | 177 | 496 | 124 | 378 | 2894 | 490 | 322 | 115 | 385 | 382 | 238 | 158 | 333 | 411 | 2834 | 5728   |
| Par    | 5   | 3   | 4   | 3   | 5   | 3   | 5   | 3   | 4   | 35   | 5   | 4   | 3   | 4   | 4   | 4   | 3   | 4   | 4   | 35   | 70     |

De baan heeft 45 bunkers. Zij zijn grillig gevormd en hebben dikke grasranden bovenlangs, die de regen tegenhouden. Dezelfde machinist heeft daarna de bunkers voor Golfclub Stippelberg gemaakt.
In 2010 vielen twee bomen net buiten de baan door een storm om. Het gevolg was dat de dijk doorbrak en een deel van de golfbaan onder water kwam te staan. Dit heeft geen blijvende schade aangericht.
Zie ook: Lijst van golfbanen in Nederland